# Йоханнис, Клаус
Кла́ус Ве́рнер Йоха́ннис (рум. Klaus Werner Iohannis, нем. Klaus Werner Johannis; род. 13 июня 1959[…], Сибиу) — румынский политический и государственный деятель немецкого происхождения. Президент Румынии с 21 декабря 2014 по 12 февраля 2025 года.

## Биография

### Ранние годы
Клаус Йоханнис родился 13 июня 1959 года и был старшим ребёнком в семье трансильванских саксов Сусанны и Густава Хайнца Йоханнисов. Впоследствии, в 1992 году его родители и сестра перебрались в немецкий Вюрцбург и получили немецкое гражданство, воспользовавшись правом на возвращение.

### Образование и трудовая деятельность
В 1979 году Клаус Йоханнис поступил на факультет физики в Университет Бабеш-Бойяи в Клуж-Напоке, после сдачи вступительных экзаменов был направлен на 9 месяцев в Тимишоару, для прохождения воинской службы. После окончания университета в 1983 году Йоханнис работал учителем физики в различных школах и колледжах в Сибиу, в том числе с 1989 по 1997 год в гимназии имени Самуэля фон Брукенталя, старейшей немецкоязычной школе Румынии.
С 1997 по 1999 год он был заместителем главного школьного инспектора жудеца Сибиу, а с 1999 года до своего избрания на пост примара (мэра) в 2000 году он был главным школьным инспектором жудеца.

### Политическая карьера
Ещё в 1990 году Йоханнис присоединился к «Демократическому форуму немцев Румынии» — центристской партии немецкого меньшинства. В 2001 году он был избран председателем данной партии.
В 2000 году «Демократический форум немцев Румынии» предложил Йоханниса на пост примара Сибиу. Несмотря на то, что немецкое меньшинство составляло в городе 1,6 % населения, Клаус неожиданно победил с результатом в 69,18 % голосов, а затем трижды (в 2004, 2008 и 2012) переизбирался примаром Сибиу с одним из самых больших уровней поддержки в стране (88,7, 83,2 % и 77,9 % соответственно).
За время своего пребывания на посту мэра Йоханнис восстанавливал инфраструктуру города и реконструировал его исторический центр, превратив Сибиу в одно из самых популярных туристических направлений Румынии. В 2007 году (совместно с Люксембургом) город был выбран культурной столицей Европы; в том же году Сибиу посетило свыше 1 миллиона туристов. Бесспорным достижением Йоханниса является восстановление сети автомобильных дорог города, реставрация международного аэропорта Сибиу, создание индустриальной зоны, привлекшей в город крупных зарубежных инвесторов. В 2007 году президент Румынии Траян Бэсеску наградил Йоханниса высшей государственной наградой — Орденом Звезды Румынии.
20 февраля 2013 года Клаус Йоханнис присоединился к Национальной либеральной партии (НЛП), объявив об этом в ходе пресс-конференции с Крином Антонеску. В том же году на внеочередном съезде НЛП он был избран первым заместителем председателя партии. На заседании от 28 июня 2014 года Йоханнис был избран председателем НЛП 95 % голосов.

### Президентство (2014—2025)
Летом 2014 года Национальная либеральная партия и Демократическая либеральная партия создали Христианский либеральный альянс, предложивший Клауса Йоханниса на пост президента страны на выборах 2014 года. В ходе президентской кампании Йоханнис сделал акцент на борьбу с коррупцией и совершенствование системы правосудия. По итогам первого тура голосования, прошедшего 2 ноября 2014 года, Йоханнис занял второе место, набрав 30,37 % голосов и вышел во второй тур. Во втором туре голосования 16 ноября 2014 года за Йоханниса отдали свои голоса 54,53 % пришедших на выборы избирателей.
Инаугурация Йоханниса состоялась 21 декабря 2014 года на заседании сената и палаты депутатов. После вступления в должность Йоханнис приостановил своё членство в Национальной либеральной партии — румынская конституция не позволяет президенту быть членом политической партии.
Первый год президентства Йоханниса был отмечен острой полемикой с премьер-министром страны Виктором Понтой. В связи с уголовным расследованием коррупционной деятельности Понты, президент призвал последнего уйти в отставку. В итоге правительство Понты ушло в отставку, однако произошло это после массовых протестов, вызванных пожаром в ночном клубе Бухареста.
В качестве президента Румынии в 2015 году Йоханнис совершил визиты во Францию, Молдову, Германию, Польшу, Италию, Латвию, Хорватию, Испанию и США. В 2016 году Йоханнис побывал в Израиле и Палестине.
В ноябре 2019 года Йоханнис был переизбран на новый срок с результатом 63,12 % голосов во втором туре.
12 марта 2024 года Йоханнис выдвинул свою кандидатуру на пост Генерального секретаря НАТО, пообещав «обновление перспектив» для альянса и сославшись на «глубокое понимание» Румынией ситуации, сложившейся в результате российского вторжения в Украину. Ожидалось, что он составит конкуренцию уходящему премьер-министру Нидерландов Марку Рютте. Однако Йоханнис снял свою кандидатуру 20 июня 2024 года.
После отмены итогов выборов в декабре 2024 года Конституционный суд Румынии разрешил Йоханнису оставаться президентом Румынии до избрания преемника. Однако 10 февраля 2025 года он объявил об отставке, чтобы «не создавать разделённую Румынию». Отставка Йоханниса вступила в силу 12 февраля, спустя два дня после подачи оппозицией ходатайства об его отстранении. Исполнять обязанности президента до выборов будет председатель сената Илие Боложан.

## Личная жизнь
Клаус Йоханнис в совершенстве владеет румынским, немецким и английским языками.
С 1989 года он женат на Кармен Йоханнис (урождённой Лэзуркэ) 1960 года рождения, которая является преподавателем английского языка в национальном колледже имени Георгия Лазаря в Сибиу. Пара не имеет детей.
По вероисповеданию Клаус Йоханнис протестант, член Евангелической церкви Аугсбургского исповедания Румынии.

## Награды и почётные звания
Являясь кандидатом на пост президента, в своём досье Клаус Йоханнис указал, что имеет следующие награды:
- 2006: Кавалерский крест ордена «За заслуги перед Федеративной Республикой Германия»
- 2007: Кавалер ордена Звезды Румынии
- 2008: Командор ордена Звезды итальянской солидарности
- 2009: Великий офицер ордена Заслуг Великого Герцогства Люксембургского
- 2009: Командорский крест почётного знака «За заслуги перед Австрийской Республикой»
- 2009: Офицер ордена Короны (Бельгия)
- 2010: Медаль почёта от Федерации еврейских общин Румынии
- 2011: Кавалер Национального ордена «За заслуги» (Румыния)
- 2014: Офицерский крест ордена «За заслуги перед Федеративной Республикой Германия»
- 2016 — Орден Витаутаса Великого с золотой цепью (Литва)[25]
- 2016: Орден Белого орла (Польша)[26].
- 2016: Орден «Стара-планина» с лентой (Болгария)[27]
- 2016: Орден Республики (Молдавия) — в знак глубокой благодарности за его особый вклад в развитии и укреплении отношений дружбы и сотрудничества между Румынией и Республикой Молдова и за постоянную поддержку усилий нашей страны по европейской интеграции[28].
- 2021: Цепь ордена Креста земли Марии (Эстония)[29].
- 2022: Большой крест ордена «За заслуги перед Литвой» (Литва)[30].
- 2022: Большой крест ордена Трёх звёзд (Латвия)[31].

## Публикации
- Klaus Iohannis. «Шаг за шагом» (автобиография) = рум. Pas cu pas. — Curtea Veche Publishing, 2014. — 216 p. — ISBN 978-606-588-756-5.
- Klaus Iohannis. «Первый шаг» = рум. Primul pas. — Curtea Veche Publishing, 2015. — 255 p. — ISBN 978-606-588-831-9.